# Artachat
Artachat, Artashat ou Ardachat (en arménien Արտաշատ), autrefois Artaxate (Artaxata), est une ville d'Arménie, capitale de la région d'Ararat.
La ville, située à 20 km au sud d'Erevan, fut fondée par Artaxias Ier qui en fit la capitale de l'Arménie dans l'Antiquité.

## Description générale
En plus d'être l'une des villes les plus anciennes d'Arménie, Artachat est aussi l'une des plus modernes et connaît depuis peu un fort développement. En 2008, elle compte 25 308 habitants. Beaucoup de nouveaux immeubles et une église (Saint-Hovannès) se construisent.
Au centre de la ville, on peut voir les bâtiments du Marzpetaran, l'hôtel de ville et le monument du roi Artaxias Ier, fondateur de la ville. Artachat possède également un stade, des écoles et universités, un théâtre antique, le centre d'art Charles-Aznavour, un grand nombre de banques, de bureaux, de magasins, de monuments et de beaux bâtiments. Le 1er juin 2004, un nouveau parc y a été inauguré.

## Histoire
Bâtie en 187 av. J.-C. par le roi d'Arménie Artaxias sur les conseils d'Hannibal, elle fut abandonnée au IIIe siècle, puis relevée à diverses reprises. Elle servit de capitale du royaume d'Arménie de 185 av. J.-C. jusqu'en 120 et elle était connue sous le nom de "Vostan Hayots", "cour" ou "sceau des Arméniens".

## Géographie

### Topographie et situation
Artachat, une des douze anciennes capitales d'Arménie, ne se situe qu'à 20 km d’Erevan, et à moins de 15 km au nord du monastère de Khor Virap, un des rares vestiges de la cité antique, située dans la plaine de l'Ararat, sur les bords de la rivière Araxe — frontière naturelle avec la Turquie. La ville contemporaine, bâtie plus au nord-est, est située à une altitude de 830 m, un des endroits les plus bas du pays. Le point de vue sur le mont Ararat y est remarquable.

### Climat
Artachat possède un climat continental. Les hivers sont froids mais courts — n'étant qu'à 800 m d'altitude, les chutes de neige sont moins fréquentes que dans le reste de l'Arménie — et les étés souvent très chauds (il peut faire jusqu'à 35 °C, voire 40 °C). Les précipitations sont peu nombreuses et connaissent un pic en juillet et août, souvent dues aux orages d'été.
|                         | janvier | février | mars | avril | mai | juin | juillet | août | septembre | octobre | novembre | décembre | année |
| T° max (moyenne) [°C]   | 2       | 5       | 9    | 16    | 23  | 25   | 30      | 30   | 24        | 17      | 13       | 7        | 16,7  |
| T° mini (moyenne) [°C]  | -5      | -3      | 0    | 5     | 10  | 14   | 16      | 15   | 12        | 7       | 5        | 0        | 6,3   |
| Précipitations [mm]     | 42      | 40      | 38   | 39    | 50  | 80   | 60      | 37   | 35        | 42      | 43       | 41       | 506   |
| Ensoleillement [h/jour] | 3       | 4       | 5    | 7     | 9   | 10   | 12      | 10   | 8         | 6       | 4        | 3        | 6,7   |

### Démographie
Depuis 1897, l'évolution démographique de Artachat a été :
| 1897 | 1926  | 1939  | 1959  | 1974   |
| ---- | ----- | ----- | ----- | ------ |
| 833  | 2 505 | 4 148 | 7 277 | 14 905 |

| 1976   | 1989   | 2001   | 2008   | 2015   |
| ------ | ------ | ------ | ------ | ------ |
| 16 774 | 32 000 | 22 600 | 20 900 | 21 300 |

| 2021   | - | - | - | - |
| ------ | - | - | - | - |
| 29 040 | - | - | - | - |

| Histogramme de l'évolution démographique de Artachat |        |
| \| 1897 \| 833 \| \| 1926 \| 2 505 \| \| 1939 \| 4 148 \| \| 1959 \| 7 277 \| \| 1974 \| 14 905 \| \| 1976 \| 16 774 \| \| 1989 \| 32 000 \| \| 2001 \| 22 600 \| \| 2008 \| 20 900 \| \| 2015 \| 21 300 \| \| 2021 \| 29 040 \| |        |
| 1897 | 833    |
| 1926 | 2 505  |
| 1939 | 4 148  |
| 1959 | 7 277  |
| 1974 | 14 905 |
| 1976 | 16 774 |
| 1989 | 32 000 |
| 2001 | 22 600 |
| 2008 | 20 900 |
| 2015 | 21 300 |
| 2021 | 29 040 |

## Transports

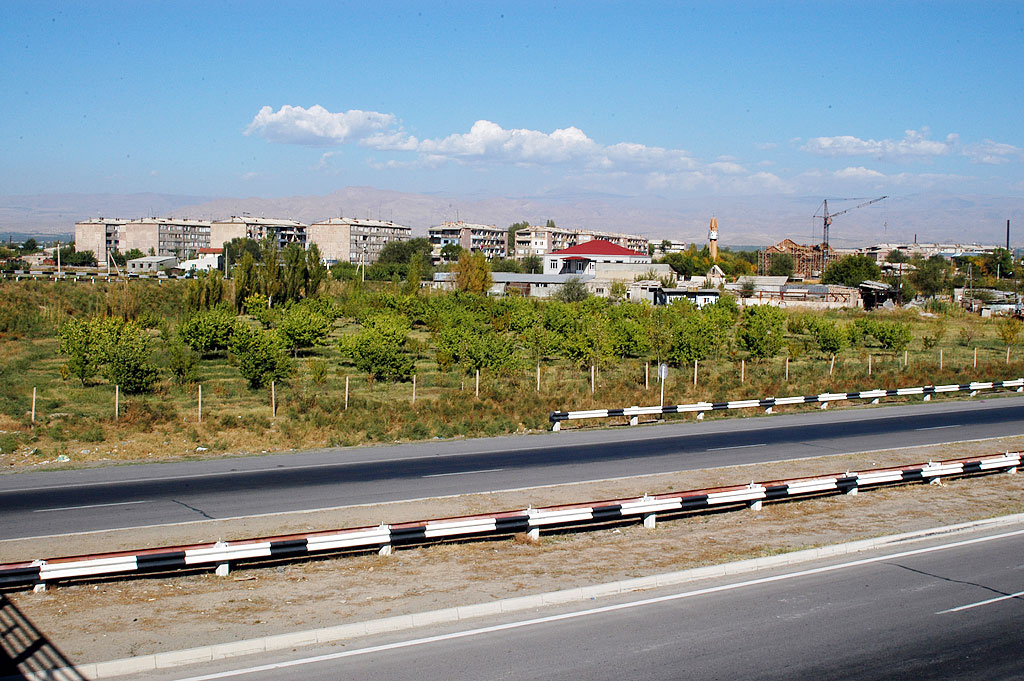
Artachat à gauche.

- Le chemin de fer Erevan – Nakhitchevan - Bakou et Erevan - Nakhitchevan - Tabriz- passe par Artachat
- La route magistrale 2 Stepanakert - Goris - Erevan passe aussi par Artachat
- L'aéroport le plus proche est celui de Zvartnots.

## Administration

### Municipalité

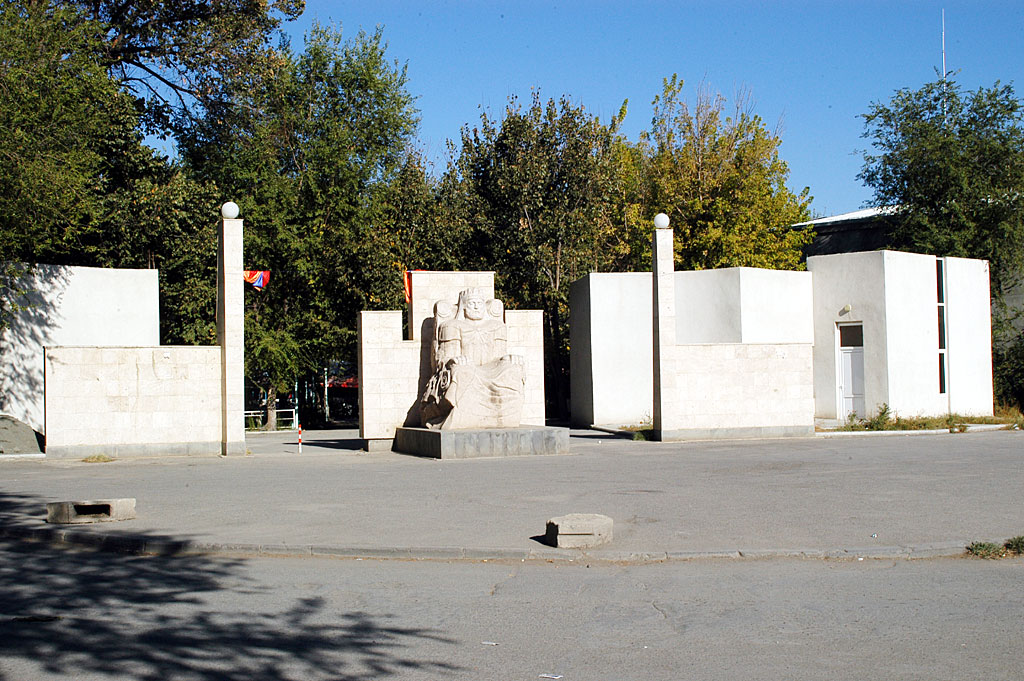
Artachat, le nouveau parc.

La ville est la capitale de la région d'Ararat. Le maire Gagik Mouradian a été élu en 2002 et réélu en 2007.

### Jumelage et partenariat

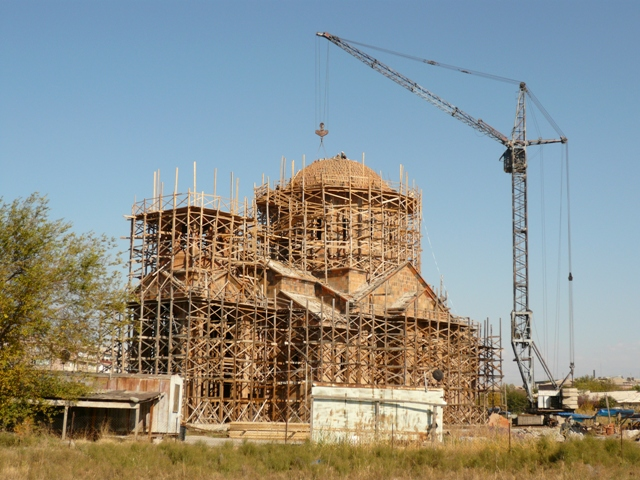
Saint-Hovannès en construction.

| Ville | Ville                          | Pays | Pays    |
| ----- | ------------------------------ | ---- | ------- |
|       | 18e arrondissement de Budapest |      | Hongrie |
|       | Clamart                        |      | France  |

### Éducation
Artachat possède huit collèges, une université, deux écoles de musique, une école d’art et deux écoles de sport.
L'université d'Artachat, fondée en 1996, enseigne 4 matières : pédagogie et méthodologie, économie, journalisme et droit.
L'école de musique Alexandre Melik Pashaev fut fondée en 1956 et accueille actuellement près de 445 élèves.

### Santé
Outre l'hôpital de la ville, une clinique stomatologique moderne a ouvert ses portes en juin 2006.

## Culture

### Art
Le centre d'art Charles-Aznavour est divisé en plusieurs branches dont un département d'art combinant la danse folklorique, le chant, le théâtre et le dessin.
Le théâtre d'Artachat, qui a 2050 ans d'histoire, propose depuis longtemps des chefs-d'œuvre nationaux arméniens classiques et modernes.

### Média
La ville possède une chaîne de télévision locale. Par ailleurs, deux journaux sont publiés : « Artachat » et « Navasard ».

## Industrie
L'industrie artachataise est très diversifiée : usine de conserves, fabriques de lait, de porcelaine, de meubles et de textile. Pendant les premières années du blocus, la plupart des usines ont dû fermer, mais depuis quelques années, avec le retour d'une forte croissance économique dans le pays, beaucoup ont rouvert et se sont ouvertes au marché international.

### Fabrique de conserves
Utilisant une technologie moderne permettant de multiplier la variété de sa production, l'usine produit des boites de purée de tomates, de fruits et de légumes.

### L’usine de vin
L'usine a été fondée en 1995 et est considérée comme l'une des plus modernes et des meilleures usines de l'Arménie. Le vin rouge « Aréni » est produit à partir de cépages locaux.

## Sport
Artachat a deux équipes de football évoluant dans la deuxième ligue du championnat arménien.
- FC Artachat

Le club a fait ses débuts professionnels en première ligue en 1993, où il a participé au groupe 1 sur deux groupes combattant pour la promotion. Ils ont fini à la deuxième place de leur groupe. Depuis, les résultats ne sont pas au rendez-vous et le club n'évolue plus que dans les divisions secondaires.
- FC Dvin Artachat

Le club a fait son premier résultat notable dans la première ligue arménienne 1996-97, où ils sont devenus les premiers champions de ligue finissant devant le club de Lori Vanadzor. Lors de leur troisième saison, ils terminent à la 8e position (sur neuf) du championnat et sont relégués. Depuis, ils n'ont jamais retrouvé la première ligue.

## Personnalités
- Sergo Karapetyan (1948-2021), homme politique arménien, est né à Artachat.
- Hovhanes Vardanian (Hovo), clarinettiste.